# 溝沼
溝沼（みぞぬま）は、埼玉県朝霞市の町名及び大字。現行行政地名は溝沼一丁目から溝沼七丁目及び大字溝沼。郵便番号は351-0023。

## 地理
埼玉県朝霞市中央部に位置する。黒目川の流れる低地と武蔵野台地がある。住居表示未実施の大字溝沼も残っており、例えばTMGあさか医療センターの住所は大字溝沼1340-1でこちらは丁目の付く溝沼から近いが、朝霞市南端に近い労働大学校の付近の住所も大字溝沼1983-2で飛び地状態となっており、かつての大字溝沼の広さを物語っている。

### 地価
住宅地の地価は2017年（平成29年）1月1日の公示地価によれば溝沼4-1-43の地点で18万7000円/m2となっている。

## 歴史
かつては溝沼村であった。
- 1889年（明治22年）4月1日 - 町村制の施行により、膝折村・溝沼村・岡村・根岸村と合併し新座郡膝折村が成立、旧溝沼村は新座郡膝折村の大字溝沼となる。
- 1896年（明治29年）3月29日 - 郡制が施行され、翌月1日に新座郡が北足立郡に編入され、北足立郡膝折村となる。
- 1932年（昭和7年）5月1日 - 町制施行及び改称により、朝霞町の大字となる。
- 1967年（昭和42年）3月15日 - 市制施行により朝霞市の大字となる。
- 1970年（昭和45年）5月1日 -大字溝沼の一部が本町一丁目〜三丁目、幸町一丁目〜三丁目、栄町一丁目〜四丁目の各一部となる[4]。

- 1977年（昭和52年）5月5日 - 第2次住居表示の実施に伴い[5]、大字溝沼・大字岡の一部から溝沼一丁目〜七丁目が成立[6]。また、境界変更の実施により、大字溝沼の一部が本町一丁目に編入される[6][7][8]。
- 1981年（昭和56年）8月1日 - 大字溝沼の一部が泉水一丁目〜三丁目、三原一丁目〜五丁目の各一部となる[9]。
- 2004年（平成16年）11月7日 - 大字溝沼の一部が青葉台一丁目、栄町五丁目の一部となる。また大字溝沼の一部が本町一丁目、二丁目に編入される。

## 世帯数と人口
2017年（平成29年）10月1日現在の世帯数と人口は以下の通りである。
| 丁目・大字 | 世帯数    | 人口     |
| ---------- | --------- | -------- |
| 溝沼一丁目 | 443世帯   | 918人    |
| 溝沼二丁目 | 911世帯   | 2,095人  |
| 溝沼三丁目 | 615世帯   | 1,420人  |
| 溝沼四丁目 | 686世帯   | 1,609人  |
| 溝沼五丁目 | 885世帯   | 2,023人  |
| 溝沼六丁目 | 931世帯   | 2,185人  |
| 溝沼七丁目 | 802世帯   | 1,811人  |
| 溝沼       | 240世帯   | 356人    |
| 計         | 5,513世帯 | 12,417人 |

## 小・中学校の学区
市立小・中学校に通う場合、学区は以下の通りとなる。
| 丁目・大字 | 番地                       | 小学校                 | 中学校                 |
| ---------- | -------------------------- | ---------------------- | ---------------------- |
| 溝沼一丁目 | 5番11号〜18号 6番・7番     | 朝霞市立朝霞第一小学校 | 朝霞市立朝霞第三中学校 |
| 溝沼一丁目 | その他                     | 朝霞市立朝霞第四小学校 | 朝霞市立朝霞第一中学校 |
| 溝沼二丁目 | 1番・2番 3番28号〜37号     | 朝霞市立朝霞第六小学校 | 朝霞市立朝霞第一中学校 |
| 溝沼二丁目 | 3番1号〜27号 3番38号〜40号 | 朝霞市立朝霞第六小学校 | 朝霞市立朝霞第三中学校 |
| 溝沼二丁目 | その他                     | 朝霞市立朝霞第十小学校 | 朝霞市立朝霞第三中学校 |
| 溝沼三丁目 | 全域                       | 朝霞市立朝霞第一小学校 | 朝霞市立朝霞第三中学校 |
| 溝沼四丁目 | 全域                       | 朝霞市立朝霞第十小学校 | 朝霞市立朝霞第三中学校 |
| 溝沼五丁目 | 1〜2番                     | 朝霞市立朝霞第六小学校 | 朝霞市立朝霞第三中学校 |
| 溝沼五丁目 | その他                     | 朝霞市立朝霞第十小学校 | 朝霞市立朝霞第三中学校 |
| 溝沼六丁目 | 2〜5番 11番 19〜24番       | 朝霞市立朝霞第十小学校 | 朝霞市立朝霞第三中学校 |
| 溝沼六丁目 | その他                     | 朝霞市立朝霞第六小学校 | 朝霞市立朝霞第三中学校 |
| 溝沼七丁目 | 5番                        | 朝霞市立朝霞第六小学校 | 朝霞市立朝霞第三中学校 |
| 溝沼七丁目 | その他                     | 朝霞市立朝霞第十小学校 | 朝霞市立朝霞第三中学校 |
| 溝沼       | 1237〜1353番地 1422番地    | 朝霞市立朝霞第二小学校 | 朝霞市立朝霞第二中学校 |
| 溝沼       | 769〜812番地 861〜873番地  | 朝霞市立朝霞第一小学校 | 朝霞市立朝霞第三中学校 |
| 溝沼       | その他                     | 朝霞市立朝霞第十小学校 | 朝霞市立朝霞第三中学校 |

## 交通

### 鉄道
東武東上線が北東部の境界を走るが、駅は設置されていない。最寄り駅は朝霞駅（東上線）、又は北朝霞駅（JR武蔵野線）・朝霞台駅（東上線）である。

### 道路
- 二本松通り
- 城山通り
- 埼玉県道79号朝霞蕨線（ひざおり通り）

## 河川
- 黒目川

## 施設
- 南朝霞公民館
  - 朝霞市南朝霞公民館図書室
- 埼玉県南西部消防本部
- 朝霞市立朝霞第十小学校
- 朝霞市立朝霞第三中学校
- TMGあさか医療センター
- 朝霞市立みぞぬま児童館
- 滝の根保育園
- 朝霞溝沼郵便局
- 独立行政法人労働政策研究・研修機構 労働大学校
- 滝の根公園
- 溝沼氷川神社
- 泉蔵寺 - 真言宗智山派の仏教寺院。
- 光善寺 - 真言宗智山派の仏教寺院。